# Лудвиг I (Хесен-Дармщат)
Лудвиг I (на немски: Ludwig I, Ludewig, von Hessen-Darmstadt; * 14 юни 1753, Пренцлау; † 6 април 1830, Дармщат) от род Дом Хесен е от 1790 г. като Лудвиг X ландграф на Хесен-Дармщат и след влизането на държавата му в Рейнския съюз на 14 август 1806 г. като Лудвиг I велик херцог на Хесен и от 7 юли 1816 г. велик херцог на Хесен и при Рейн.

## Живот
Лудвиг е най-големият син на ландграф Лудвиг IX от Ландграфство Хесен-Дармщат (1719 – 1790) и съпругата му Каролина фон Пфалц-Цвайбрюкен (1721 – 1774), дъщеря на пфалцграф и херцог Кристиан III фон Цвайбрюкен. Той е роден в Пренцлау, където баща му е стациониран на пруска служба. Децата са възпитавани от майка им в Бухсвайлер, докато баща им е повечето време като военен в Пирмазенс.
Лудвиг следва от 1769 г. на Университет Лайден и след това прави своя кавалерски голям тур до Лондон и Париж. След това отива в пруския двор на Фридрих Велики, където сестра му Фридерика Луиза е омъжена за престолонаследника Фридрих Вилхелм.
През 1773 г. Лудвиг присъства на сватбата на сестра му Вилхелмина Луиза с бъдещия руски цар Павел I в Санкт Петербург. Като руски генерал той участва в Руско-турската война през 1774 г.
През 1776 г. Лудвиг се сгодява с принцеса София Доротея от Вюртемберг, но тя е определена от Катарина Велика за съпруга на царевич Павел, след като сестрата на Лудвиг Вилхелмина († 15 април 1776) умира при раждане. След тази случка Лудвиг прекарва лятото в чифлика Музенхоф на сестра му Луиза във Ваймар, където се сприятелява с Йохан Волфганг фон Гьоте. Лудвиг си кореспондира след това с Гьоте, Ваймерския двор и също с Фридрих фон Шилер.
Лудвиг се жени на 19 февруари 1777 г. в Дармщат за братовчедка си принцеса Луиза фон Хесен-Дармщат (1761 – 1829), дъщеря на чичо му Георг Вилхелм. Двамата живеят в Дармщат и в лятната резиденция, дворцовия парк „княжески лагер“ (Staatspark Fürstenlager) в Ауербах.
Като ландграф Лудвиг нарежда повече свободи за католиците и евреите в страната. Чрез договори с Англия и Холандия войската от Хесен се бие против революционна Франция до 1799 г. През 1802/1803 г. Лудвиг получава за загубените си територии на левия бряг на Рейн нови територии.
На 13 август 1806 г. Лудвиг влиза в Рейнския съюз и взема титлата велик херцог на Хесен с името Лудевиг I и може да увеличи държавната си територия още веднъж. След Виенския конгрес и купуването на лявобрежния Рейн-Хесен той вмъква на 7 юли 1816 г. към титлата си и при Рейн.
На 18 март 1820 г., той дава на страната Конституция, разработена от неговия минисър-президент Карл Лудвиг Вилхелм фон Гролман (1775 – 1829). Той отваря дворцова библиотека, дава стипендии и архитект Георг Молер (1784 – 1852) построява отново дворцовия театър в Дармщат.
Лудвиг умира на 76-годишна възраст. Последван е от сина му Лудвиг II.
- Луиза фон Хесен-Дармщат
- Паметник на Лудвиг I в Дармщат

## Деца
- Лудвиг II (1777 – 1848), велик херцог на Хесен и при Рейн, ∞ 1804 г. за Вилхелмина от Баден (1788 – 1836)
- Луиза Каролина (1779 – 1811), ∞ 1800 г. за принц Лудвиг фон Анхалт-Кьотен (1778 – 1802)
- Георг (1780 – 1856), генерал на инфантерията
- Фридрих (1788 – 1867), руски генерал-майор, генерал на Велико херцогство Хесен
- Емил (1790 – 1856), пруски политик и военачалник, генерал-лейтенант
- Густав (1791 – 1806)